# Milanovac (Virovitica)
Pour l’article homonyme, voir Milanovac.
Milanovac est un village de la municipalité croate de Virovitica et situé dans le comitat de Virovitica-Podravina.